# Johann Baptiste Lingg
Johann Baptiste Lingg ist ein deutscher Historienstummfilm aus dem Jahre 1920. Unter der Regie von Arthur Teuber spielt Carl Auen die Titelrolle.

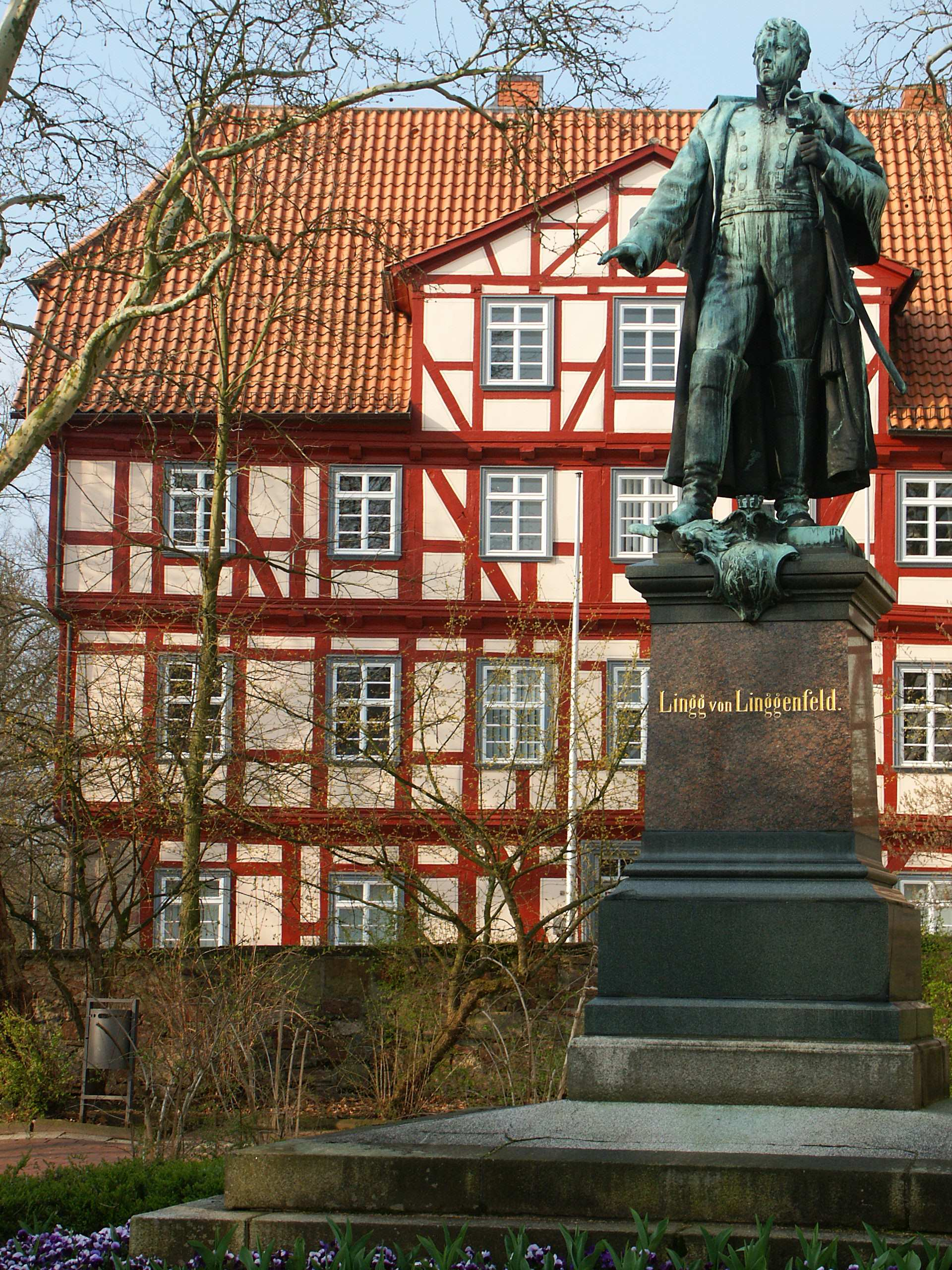
Lingg-Denkmal in Bad Hersfeld

## Handlung
Deutschland, gegen Ende des 18. Jahrhunderts. Der ebenso junge wie stürmische Fähnrich Johann Baptiste Lingg nimmt Abschied von seinen Eltern und besucht in Hersfeld die junge, blonde Maid Marie Braun, die er gern ehelichen würde. Zwar ist ihm Marie zugetan, doch ihr Vater hat etwas gegen die Verbindung und sieht es gar nicht gern, wenn dieser junge Mann um seine einzige Tochter herumscharwenzelt. Er plant vielmehr, Marie mit dem unansehnlichen und deutlich älteren Wolleck zu vermählen. Der hartherzige und verschlagene Typ verfügt über die seriöse Position eines Gutsverwalters, mit der man auch eine Familie ernähren kann. Lingg muss sich nun von Marie, die ihm einen Talisman zum Schutz mitgibt, verabschieden, denn er tritt in die Dienste in das 5. Badische Regiment an. Während Wolleck hofft, nun endliche freie Bahn bei Marie zu haben, die sich allerdings vor ihm ekelt, ist Linggs Vater entsetzt, dass sich Johann Baptiste mit den Badenern zugleich den Franzosen anschließt und bricht daraufhin mit seinem Sohn. Noch einmal treffen sich die Liebenden an der städtischen Ruine, wo sie sich ewige Treue schwören und Johann Baptiste seiner Marie verspricht, sie zu heiraten, wenn er zurückkommt. In der Zwischenzeit werde er ihr fleißig schreiben. Dies alles hört der verschlagene Wolleck, der Marie heimlich zu ihrem Rendezvous nachgeschlichen ist, und nimmt sich vor, Linggs an Marie gesandte Briefe kurzerhand zu unterschlagen und zu vernichten.
Johann Baptiste Lingg macht derweil eine militärische Karriere und wird bald zum Offizier befördert. Josef Wolleck, sein Rivale um die Liebesgunst Maries, dem darüber hinaus auch noch von Maries Vater die Hand seiner Tochter versprochen wurde, fängt nun jeden von Johann Baptiste an Marie gerichteten Brief ab und wirft alle ins Feuer. Im letzten Schreiben kündigt Lingg an, nun nicht mehr an seine Liebste schreiben zu wollen, da diese ja niemals antworte. Marie, die nie eine Nachricht von ihrem Liebsten erhalten hat, ist untröstlich. Sie trägt ein Kind von ihm unter ihrem Herzen. Da Marie aber glaubt, dass ihr Johann Baptiste sie vergessen habe, stürzt sie sich in selbstmörderischer Absicht in die Fluten des Mühlbachs, aus dem sie aber wenig später von Hersfeldern herausgefischt wird. Nach ihrer Genesung gibt sie schließlich dem Werben des intriganten Wolleck nach, und es wird bei ihren Eltern eine Verlobungsfeier ausgerichtet. Wolleck lässt es sich nicht nehmen und teilt dem zum Leutnant aufgestiegenen Lingg schriftlich mit, dass er und Marie geheiratet hätten. Johann Baptiste ist daraufhin zutiefst verzweifelt und glaubt, dass Marie beider Liebe verraten habe.
Zwanzig Jahre sind seitdem vergangen. Für Linggs hessische Heimat sind schreckliche Zeiten angebrochen. Die französischen Truppen unter Napoleon Bonaparte haben ihren Eroberungszug fortgesetzt, und der Korse hat befohlen, Kurhessen zu besetzen und deren Truppen zu entwaffnen. Wilhelm I., Kurfürst von Hessen, soll auf Wunsch des französischen Usurpators abdanken, französische Soldaten quartieren sich zwangsweise bei deutschen Familien ein, so auch der Leutnant Joui bei dem Tuchbereiter Pforr. Der Franzose kann seine Finger nicht von dessen Pflegetochter Hedwig lassen. Auch andernorts begehen die Welschen Übergriffe gegenüber deutschen Frauen, sodass es bald böses Blut gibt und sich bei den Einheimischen ein Aufruhr gegen die französischen Besatzer abzeichnet. Als Hedwig ihrem Liebsten Karl Schröder von ihrem Leid mit Joui erzählt, greift dieser zornentbrannt zur Waffe und will die Angelegenheit auf seine Weise lösen. Nur mit Mühe können seine Mutter und Hedwig den jungen Hitzkopf von einer Wahnsinnstat abhalten. Obwohl Karl und Hedwig zusammen sind, will Joui seine Griffel nicht von ihr lassen. In einem unbemerkten Moment fällt er über sie her und will Hedwig vergewaltigen, doch Karl kehrt im richtigen Moment heim und jagt den welschen Schurken davon. Bald ist das ganze Städtchen in Aufruhr, der sich zu einem Aufstand gegen die napoleonischen Okkupanten auswächst. Die freiheitsliebende Hersfelder und französische Soldateska liefern sich einen wilden Schusswechsel, bei dem viele Beteiligte ums Leben kommen.
Joui entflieht zu seinem Kommandanten, General Barbot, und erzählt den Grund für den Aufstand in Hersfeld höchst eigenwillig; vor allem verschweigt er seine eigene unrühmliche Urheberschaft an dem Aufruhr. Entrüstet gibt Barbot Oberstleutnant Lingg den Befehl, die dortige Besatzung mit seinen Männern zu verstärken und nachfolgende Befehle abzuwarten. Derweil ist Napoleon außer sich, als er von der Insubordination der Hersfelder erfährt und gibt folgenden Befehl: „Die Stadt soll geplündert und an allen vier Ecken und in der Mitte angezündet werden!“ Lingg soll diesen kaiserlichen Befehl ausführen. Karl Schröder muss derweil mit seiner Verhaftung rechnen. Jetzt beginnen die ersten französischen Terrormaßnahmen: Als erstes wird der Bürger Schüßler erschossen. Hedwig will bei Lingg um Gnade für Stadt und ihren Verlobten bitten und geht zu dem neuen Befehlshaber. Der glaubt seinen Augen nicht zu trauen, denn Hedwig sieht aus wie ein Zwilling Maries. Und tatsächlich stellt sie sich als Hedwig Wolleck vor, die Tochter Maries. Johann Baptiste Lingg ist vollkommen erschüttert. Hedwig erzählt ihm, dass ihre Mutter bei der Geburt gestorben und ihr Vater daraufhin ein Trunkenbold geworden sei. Nach seinem Tode habe sie der Tuchbereiter Pforr in Pflege genommen.
Hedwig sinkt auf die Knie und bittet Lingg inständig, Hersfeld zu verschonen und entgegen den Befehlen Napoleons nicht niederzubrennen. Lingg verspricht sein Möglichstes zu tun und vernichtet als erstes den von General Barbot auf Pforr ausgestellten Haftbefehl. Dann informiert er die Stadtoberen vom Plünderungsbefehl und rät ihnen, alles Bedeutsame zuvor aus Hersfeld fortzuschaffen. Um dem kaiserlichen Befehl dennoch Genüge zu leisten, sucht er sich vier an den Eckpunkten der Stadt stehende Häuser aus, die sich zum Anzünden eignen. Kurz vor dem Verlassen der Stadt überreicht Lingg Hedwig einen Brief, den sie erst nach seiner Abreise öffnen möge. Seinen Soldaten stellt er befehlsgemäß Hersfeld zur Plünderung bereit, sagt aber zugleich, dass er in Zukunft keine Horde von Räubern befehligen wolle. Daraufhin halten sich die französischen Soldaten zurück. Als die ersten Brände gelegt sind, entfernen sich die Soldaten auf Linggs Befehl rasch, sodass die Hersfelder zu den bereitstehenden Löschfahrzeugen eilen, um die Brände sofort wieder löschen zu können. Hersfeld dankt dem deutschen Oberstlieutenant in französischen Diensten überschwänglich, während Napoleon, dem zu Ohren gekommen ist, dass sein Befehl missachtet wurde, Lingg zu sich zitiert, um ihn abzuurteilen. Als seine Majestät von den noblen, patriotischen Motiven Linggs aus dessen Mund erfährt, hat Napoleon Verständnis für Linggs Handlungsweise und lässt ihn gehen. Dann reicht Lingg seinen Abschied ein, kehrt nach Hersfeld zurück und gibt auf den Rathausstufen seinen Segen zu Hedwigs Vermählung mit Karl.

## Produktionsnotizen
Johann Baptiste Lingg entstand in Bad Hersfeld und wurde laut IMDb am 29. August 1920 uraufgeführt. Die österreichische Erstaufführung des Siebenakters erfolgte im November 1921.
Hauptdarsteller Carl Auen hatte auch die künstlerische Oberleitung. Schauspielerin Hella Thornegg übernahm an Teubers Seite die Hilfsregie (= Regieassistenz). Julian Ballenstedt entwarf die Filmbauten.

## Historischer Hintergrund
Der historisch verbürgte Lingg hieß mit vollem Namen Johann Baptist Lingg von Linggenfeld (1765–1842), stand in großherzoglich-badischen Diensten und hatte sich 1807 einen Namen als Retter von Hersfeld gegenüber dem Zerstörungswahn Napoleon Bonapartes gemacht.

## Kritik
Paimann’s Filmlisten resümierte: „Stoff sehr gut, Spiel, Szenerie und Photos ausgezeichnet. Ein Exklusiv-Bild.“